# 30 Jaar VTM
30 Jaar VTM was een televisiespecial die op 1 februari 2019 werd uitgezonden op VTM waarin het 30-jarig bestaan van de zender gevierd werd. De show werd uitgezonden vanuit het Studio 100 Pop-Up Theater in Puurs.

## Openingsact
De openingsact bestaat uit lied ter ere van 30 jaar VTM waarbij doorheen de act verschillende decors van programma's te zien waren zoals Blind Getrouwd en The Voice van Vlaanderen. Het lied werd gezongen door de gezichten van VTM: Koen Wauters, Nathalie Meskens, Niels Destadsbader, Jonas Van Geel, Staf Coppens, Mathias Coppens, An Lemmens, Ruth Beeckmans, Jens Dendoncker, Laura Tesoro en Sean Dhondt.

## Onderdelen[2]
| Programma          | Presentatie      | BV's te zien                                                                                    |
| ------------------ | ---------------- | ----------------------------------------------------------------------------------------------- |
| Rad van Fortuin    | Ruth Beeckmans   | Luc Appermont, Bart Kaëll, Kürt Rogiers                                                         |
| Blind Date         | Nathalie Meskens | Ingeborg, Christophe Stienlet, Wilfried Sergeant                                                |
| Prank              | Tom Waes         | Koen Wauters, Davy Parmentier                                                                   |
| Sterren en Kometen | Luk Alloo        | Paul Jambers                                                                                    |
| Familie            | Jens Dendoncker  | Jef De Smedt, Jacky Lafon, Gunther Levi, Annie Geeraerts, Ray Verhaeghe, ...                    |
| Liefde voor Muziek |                  | Silvy De Bie, Kris Wauters, Stan Van Samang, Christoff, Dana Winner, Lady Linn, Johannes Genard |

## Special acts
- Peter Evrard, de winnaar van Idool 2003, gaf een kort optreden.
- Zangduet tussen Bart Peeters en Jonas Van Geel.
- Garry Hagger zingt tot drie keer toe Het mooiste moment.
- Een strijkkwartet gaf een ode aan de classic tones van VTM doorheen de jaren. Verschillende programma's waren te horen, waaronder de begintune, VTM Nieuws, Wittekerke, Nonkel Jef, Tegen de Sterren op, Familieraad, Blind Date, Rad van Fortuin en De Kotmadam.
- In een korte video neemt Jens Dendoncker de kijker mee achter de schermen van VTM. Verschillende BV's waren hierin te zien, zoals Jill Peeters, Dany Verstraeten, Luc Appermont, Niels Destadsbader, Annie Geeraerts, en Ray Verhaeghe.
- De nieuwsankers blikken terug op 30 jaar VTM Nieuws.[3]
- Staf en Mathias Coppens foppen Andy Peelman.

## Trivia
- In het publiek en doorheen de shows komen verschillende bekendheden voorbij, onder wie Sven De Ridder, Peter Van den Begin, Birgit Van Mol, Lynn Wesenbeek en Kelly Pfaff.[4]
- Amedee, de kisscam en de omroepsters zijn terug te zien.